# Piotr Golema
Piotr Stanisław Golema (ur. 15 października 1960 w Szczecinie, zm. 18 czerwca 2023 w Warszawie) – polski dyplomata, urzędnik państwowy, od 2017 do 2019 konsul generalny RP w Hamburgu. 

## Życiorys
Absolwent Wydziału Nauk Społecznych Katolickiego Uniwersytetu Lubelskiego (1986, praca magisterska Zagadnienia „nauki o cywilizacji” Feliksa Konecznego; promotor: Leon Dyczewski). Uczył się w szkołach  muzycznych I i II stopnia w Szczecinie. Po ukończeniu studiów został zatrudniony jako wychowawca w jednym ze szczecińskich internatów. W latach 1988–1990 pracował w Szczecińskim Wydawnictwie Diecezjalnym „Ottonianum”, pełniąc funkcję publicysty i sekretarza redakcji w czasopiśmie „Kościół nad Odrą i Bałtykiem”. W latach 1989–1991 był asystentem na Wydziale Nauk Politycznych Uniwersytetu Szczecińskiego. Rozpracowywany przez Służbę Bezpieczeństwa.
W 1991 rozpoczął pracę w Ministerstwie Spraw Zagranicznych. Przebywał na placówkach w Kolonii, Monachium, Berlinie i Hamburgu, gdzie zajmował stanowiska do spraw konsularnych. W Monachium był zastępcą konsula generalnego. W Berlinie m.in. kierował wydziałem konsularnym. W centrali Ministerstwa Spraw Zagranicznych pracował w Biurze Personalnym, Departamencie Promocji oraz w Biurze Archiwum i Zarządzania Informacją. W 2004 uczestniczył w programie studyjnym w zakresie polityki bezpieczeństwa, organizowanym przez amerykańsko-niemieckie centrum studiów bezpieczeństwa im. George’a Marshalla w Niemczech. Od września 2015 kierował Wydziałem Paszportowym Konsulatu Generalnego RP w Hamburgu. Od sierpnia 2016 pełnił obowiązki kierownika placówki, a w 2017 został powołany na konsula generalnego. Od 2019 do 2021 był kierownikiem Wydziału Konsularnego Ambasady RP w Berlinie. Następnie pracował w Departamencie Polityki Europejskiej MSZ.
Syn Stanisława i Aleksandry. Żonaty, ojciec dwóch synów. Pochowany na Cmentarzu Centralnym w Szczecinie.